# 小西塁
小西 塁（こにし るい、1994年11月21日 - ）は、日本の俳優。京都府出身。
ヨコザワ・プロダクションならびに劇団四重奏所属。

## 来歴
京都産業大学卒業後、ヨコザワ・プロダクションに入所。特技は、サッカー。

## 出演

### テレビ
- NHK 連続テレビ小説「エール」 - 慶応大学応援団員 役
- CX「ナンバMG5」 - 生徒 役

### 映画
- 「三茶のポルターガイスト」後藤剛監督　劇団員役
- 「新・三茶のポルターガイスト」豊島圭介監督

### ラジオドラマ
- レインボータウンエフエム放送「ラジオドラマ甲子園」
- 『眉山の風よ!阿波の踊りに吹け!』 - 大西学 役（レギュラー）

### YouTube
- オカルトセブン7★